# Lindenbergia philippensis
Lindenbergia philippensis là một loài thực vật có hoa trong họ Mã đề. Loài này được (Cham. & Schltdl.) Benth. mô tả khoa học đầu tiên năm 1835.

## Hình ảnh

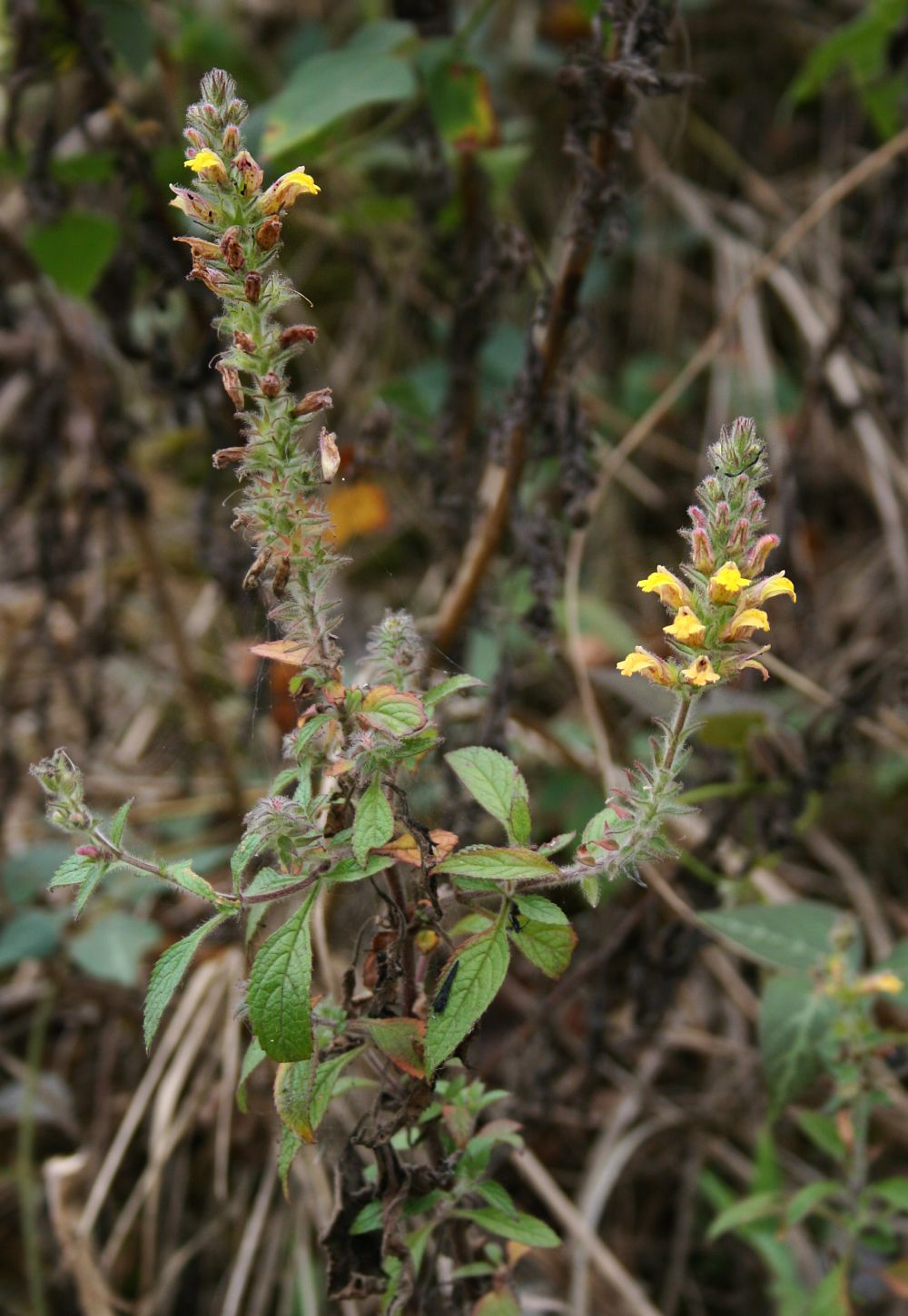
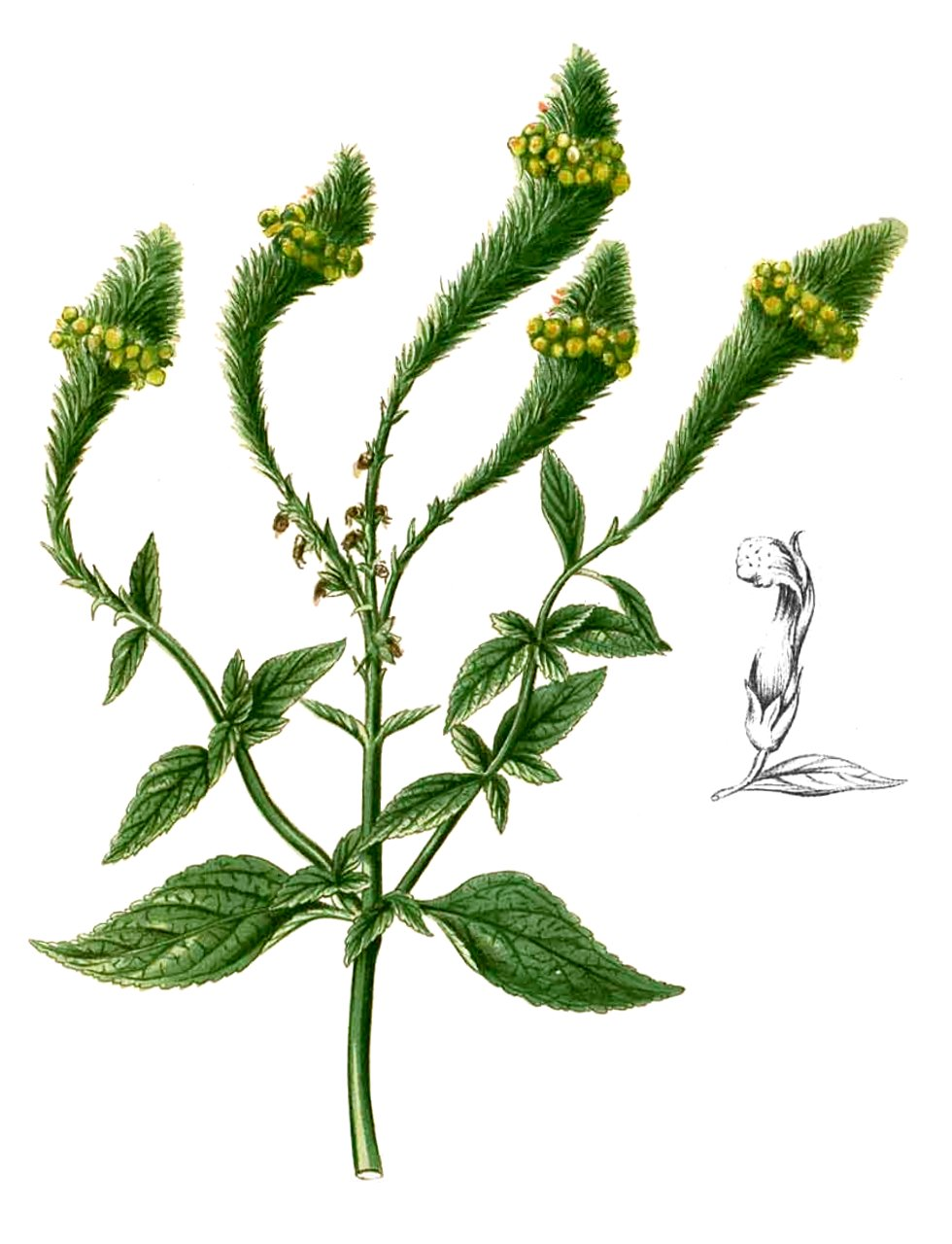
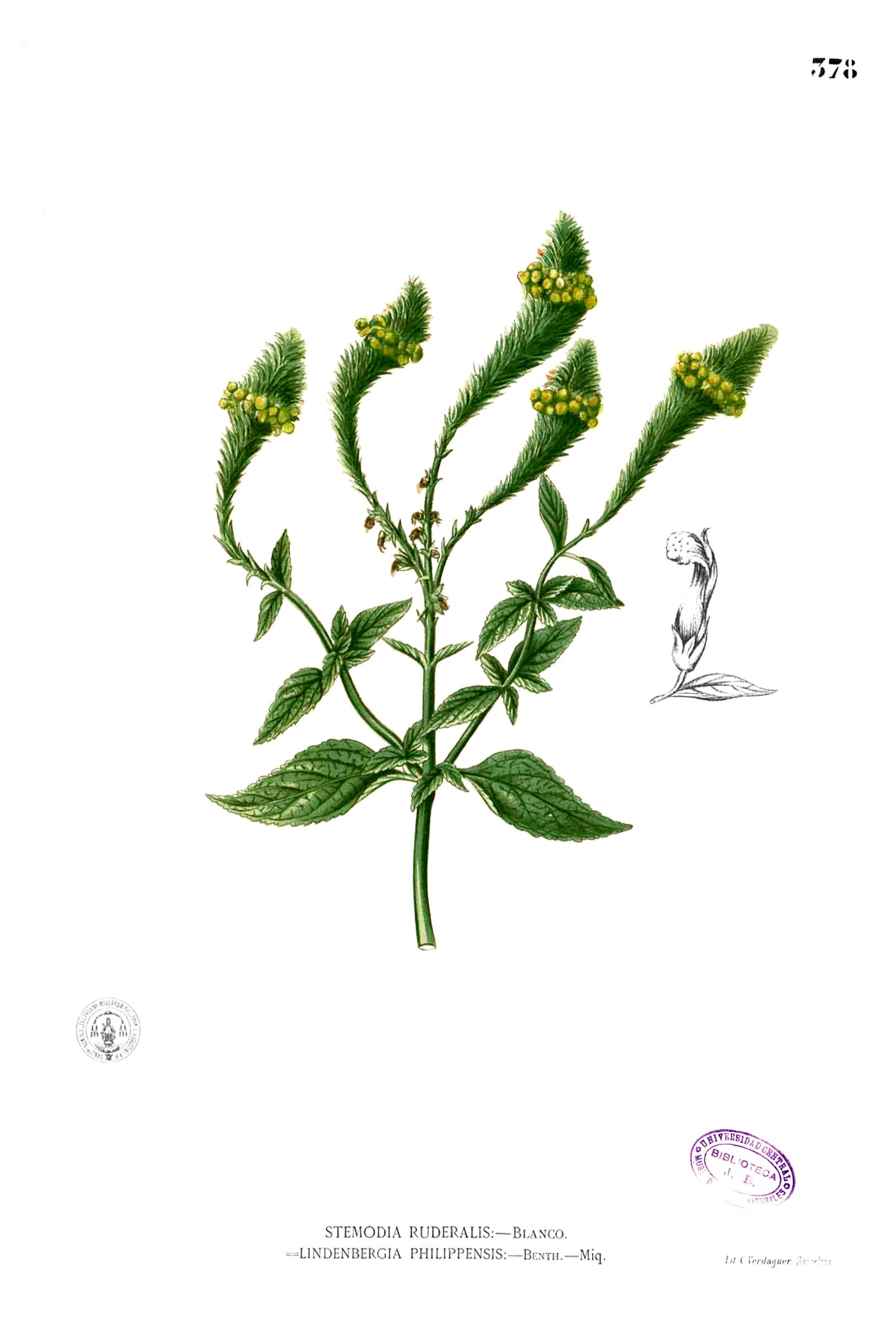
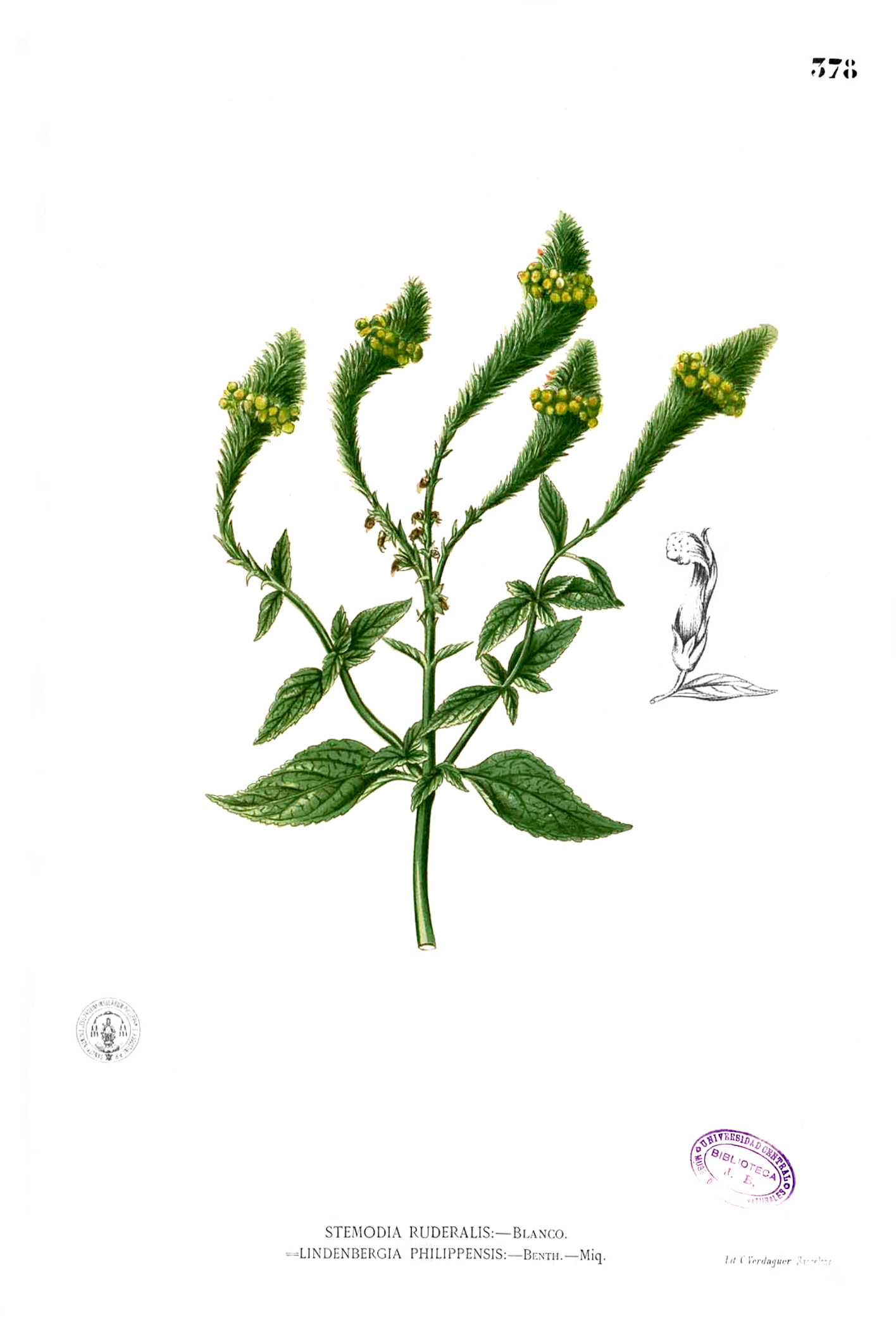